# رز (نمين)
رز هي قرية في مقاطعة نمين، إيران. يقدر عدد سكانها بـ 213 نسمة بحسب إحصاء 2016.